# Frederick J. Kenney
Frederick Joseph Kenney, Jr. (Estados Unidos, 24 de agosto de 1958) es un contraalmirante estadounidense jubilado que anteriormente fue el Abogado General de la Guardia Costera de Estados Unidos, el abogado de más alto rango en la Guardia Costera. En ese cargo, estuvo a cargo de más de 180 abogados uniformados y 90 civiles. Se desempeña como director de asuntos legales y externos de la Organización Marítima Internacional (OMI), Londres, Reino Unido.

## Biografía
Kenney se graduó de la Universidad Estatal de Míchigan y de la Facultad de Derecho de la Universidad de San Francisco. Fue comisionado en 1981 a través de la Escuela de Candidatos a Oficiales. Algunas de sus asignaciones notables incluyen jefe de la Oficina de Derecho Marítimo e Internacional, juez defensor del personal del Primer Distrito de la Guardia Costera, juez de la Corte de Apelaciones Penales de la Guardia Costera y oficial al mando del Equipo de Cumplimiento de la Ley Táctica del Área del Pacífico de la Guardia Costera. También es profesor adjunto en el Centro de Derecho de la Universidad de Georgetown.